# 声優DO
『声優DO』（せいゆうどう）は、2009年4月16日から2012年3月25日まで超!A&G+で放送されたデジタルラジオ番組である。

## 放送概要
毎回異なる声優をゲストに迎え、声優になるまでの道のりやエピソードなどをインタビュー形式で放送する。「声優DO」の「DO」には、英語の「DO（ドゥ）」、道という意味の「道（どう）」、そして、「声優『どう』？」という疑問形を表す「どう」という意味がある。
インタビュアー
今浪祐介
放送時間
- 2009年4月16日 - 2010年4月1日

木曜日 22:00 - 23:00（リピート放送：金曜日 10:00 - 11:00）
- 2010年4月10日 - 9月25日

土曜日 25:00 - 26:00（リピート放送：土曜日 8:00 - 9:00）
- 2010年10月10日 - 2011年9月25日

日曜日 18:00 - 19:00（リピート放送：土曜日 8:00 - 9:00）
- 2011年10月9日 - 2012年3月25日

日曜日 19:00 - 20:00（リピート放送：土曜日　8:00　-　9:00）
※番組は隔週更新のため、更新のない週もリピート放送となる。

## ゲスト
日曜19時放送分
2011年
- 第64回（10月9日） - 稲村優奈
- 第65回（10月23日） - 関俊彦
- 第66回（11月6日） - 藤原啓治
- 第67回（11月20日） - 榎本温子
- 第68回（12月4日） - 三ツ矢雄二
- 第69回（12月18日） - 山田真一

2012年
- 第70回（1月1日） - 豊口めぐみ（2回目）
- 第71回（1月15日） - 田野アサミ
- 第72回（1月29日） - 西原久美子
- 第73回（2月12日） - 高城元気
- 第74回（2月26日） - 野中藍
- 第75回（3月11日） - 三浦祥朗
- 第76回（3月25日） - 豊口めぐみ（3回目）

## 備考
出演者のキャスティングは今浪自身が行っており、今浪が担当している番組や仕事で関わった声優をキャスティングしている（特に今浪が構成を担当している『(有)チェリーベル』のパーソナリティは全員出演している）。
番組のオープニングではインタビューの内容とは関係なく、今浪自身の近況が語られている。
第25回放送分は改編期の関係で最終リピートが改編後の2010年4月10日（土曜日）8:00-9:00となった。第28回放送分のみ、番組の本編は1時1分30秒（リピートの場合8時1分30秒）からのスタートだった。
第50回まではゲストの思い入れのある選曲がトークとトークの間に流れていたが、第51回以降は、ストリーミング配信移行に伴い著作権管理が困難になったことから、その選曲がかけられなくなり、番組のテーマBGMもかけられなくなったことから、BGMがリニューアルするなど番組構成に若干の変更が生じている。第52回からは「今月の声優DO推薦曲」を毎月3曲かけるようになっている（流れる3曲については『A&G ARTIST ZONE 2h』で流れる「今月の2h推薦曲・今月のエンディングテーマ」と同じ楽曲であるが、『2h』の推薦曲が4曲に対して、当番組の推薦曲は3曲なので毎月何かしら1曲カットされている）。